# Coles Myer
Coles Myer Ltd. war bis 2007 ein australisches Unternehmen, die eine Vielzahl von Ladenketten betrieb. Heute gehört die Coles Group zu Wesfarmers. Myer ist heute die größte Kaufhauskette Australiens.

## Frühe Geschichte
Die Geschichte führt sich zurück bis ins Jahr 1900 als Sidney und Elcon Myer einen Laden in Bendigo eröffneten. Zur gleichen Zeit im Jahr 1906 eröffnete die Firma Coles ihren ersten Laden in Melbourne. Beide Firmen wuchsen in Australien durch Wachstum und Firmenkäufe und beide wurden an der australischen Börse notiert. In den 1980ern betrieb Coles hauptsächlich Supermärkte und Myer betrieb Kleinkaufhäuser. Die zwei Firmen schlossen sich 1987 zu Coles Myer zusammen.

## Geschäftsfelder
Die Firma hat eine Vielzahl von Geschäftsfeldern:
- Myer: luxuriöse Kaufhäuser mit großer Auswahl, einer Modemarke und luxuriösen Waren, ähnlich den „Grace Bros“ in New South Wales, bis sie 2004 in Myer umbenannt wurden.
- Coles Supermarkets: eine der Supermarktketten in Australien.
- Bi-Lo: Billigkaufhäuser
- Liquorland: „Flaschenläden“, den Coles-Läden angegliedert. Die gleiche Division betreibt auch „Vintage Cellers“ und „Quaffers“
- Kmart: Billigkaufhäuser, gleich den Wal-Mart-Läden in den USA. Als sie 1969 in Australien eröffnet wurden, gehörten sie zu 51 Prozent der amerikanischen S. S. Kresge Corporation (später Kmart Corporation). Im Jahr 1994 hatte die Kmart Corporation jeden verbliebenen Anteil abgegeben.
- Officeworks: Officeworks bietet eine große Anzahl von Waren an, die unter anderem in der Schule und im Büro benötigt werden: Schreibwaren, Elektronikwaren und Büromöbel.
- Target und Target Country: „Weichwarenladen“, beinhaltet Kleidung, Kosmetik und andere Waren. „Target Country“ ist das Ergebnis der Umbenennung der Kette, die früher als „Fosseys“ bekannt war.
- Baby Target: Verkauf von Baby-bezogenen Produkten (Windeln, Puder)
- Harris Technology: Computerzubehörverkäufer
- Megamart: Verkauf von elektronischen Produkten mit Möbelmärkten, die in Vorstadtgebieten stehen.

## Firmeninteressen
Obwohl die Firma eine große Präsenz in der australischen Verkaufsindustrie genießt, haben ihre Ertragskraft und der Aktienkurs seit dem Zusammenschluss von 1987 sehr gelitten.
Das Flaggschiff der Firma, die Myer Stores, werden heutzutage als „Kategoriekiller“ angesehen, weil sie eine „zu große“ Anzahl und Art von Produkten anbieten. Damit geht Myer Store weg vom traditionellen Kaufhaus.
Sein Supermarktgeschäft hat auch eine starke Konkurrenz, mit seinem Rivalen Woolworths Limited. Woolworth bietet billiges Benzin als Verkaufsalternative an. Im Juni 2003 kündigte Coles an, dass es von Shell die Tankstellen (in Australien) übernehme, um das gleiche Angebot zu liefern.
Coles Myer versucht auch das „Toys R Us“-Format, in dem es verschiedene „World 4 Kids“-Läden in einwohnerreichen Städten Australiens erbauen ließ. Dies kostete die Firma viele Millionen australische Dollars. Die „World 4 Kids“-Marke wurde später als Spielzeugwarenabteilung in Kmart implementiert.